# Protodendron
Protodendron is een geslacht van neteldieren uit de klasse van de Anthozoa (bloemdieren).

## Soorten
- Protodendron bruuni Bayer, 1995
- Protodendron repens (Thomson & Henderson, 1906)
- Protodendron verseveldti Bayer, 1995